# Andrés Túñez
Andrés José Túñez Arceo (Caracas, 15 maart 1987) is een voetballer uit Venezuela, die speelt als centrale verdediger. 

## Interlandcarrière
Onder leiding van bondscoach César Farías maakte Túñez als invaller zijn debuut voor het Venezolaans voetbalelftal op 2 september 2011 in de vriendschappelijke wedstrijd tegen Argentinië (0-1) in Calcutta. Ook Fernando Amorebieta maakte in die wedstrijd zijn debuut voor La Vino Tinto. Hij nam met zijn vaderland deel aan de strijd om de Copa América 2015 in Chili.
1 Baroja ·
2 Ángel ·
3 Túñez ·
4 Vizcarrondo ·
5 Amorebieta ·
6 Cichero ·
7 Miku ·
8 Rincón ·
9 Rondón ·
10 Vargas ·
11 González ·
12 Dani ·
13 Seijas ·
14 Lucena ·
15 Guerra ·
16 Rosales ·
17 Martínez ·
18 Arango ·
19 Acosta ·
20 Perozo ·
21 Rivas ·
22 Murillo ·
23 Faríñez ·
Coach: Sanvicente